# Luchthaven Kumasi
Luchthaven Kumasi (IATA: KMS, ICAO: DGSI) is een luchthaven in Kumasi, Ghana.

## Luchtvaartmaatschappijen en bestemmingen
- Antrak Air Ghana - Accra
- CTK - CiTylinK - Accra